# STK38L
La serina / treonina-proteína quinasa 38 es una enzima que en los seres humanos está codificada por el gen STK38L. Esta involucrada en la regulación de procesos estructurales en células neuronales diferenciadas y maduras.